# Вътрешни равнини (Южна Америка)
Вътрешните равнини е обширна равнинна област в централните части на Южна Америка, простираща се от 10° ю.ш. на север до 39° ю.ш. на юг, на територията на 5 държави: Боливия, Бразилия, Парагвай, Аржентина и Уругвай. Включва няколко природни области: Равнините на река Маморе (в Боливия и Бразилия), Пантанал (в Бразилия, Боливия и Парагвай), Гран Чако (в Парагвай, Боливия и Аржентина), Междуречието (в Аржентина), Лаплатската низина (в Аржентина и Уругвай) и Пампата (в Аржентина)..
Вътрешните равнини представляват предимно акумулативни равнини с височина от 50 – 70 m на изток до 500 – 600 m на запад, разположени на мястото на тектонско пропадане между Бразилското плато на изток, Андите и Пампаските сиери на запад и Патагония на юг. Изградени са от мощни, предимно кайнозойски континентални седименти, които в горната си част са основно с флувиален генезис. На юг широко разпространение имат льосовите наслаги. Равнинния релеф само на отделни места се нарушава от древни нагънато-блокови възвишения и ниски планини между 18 и 20° ю.ш. (до 1425 m) и в южната част на Пампата (до 1243 m). Характерна особеност е последователната смяна на зоналните типове ландшафти от субекваториални саванни гори и савани на север, през тропически редки гори в центъра към субтропични савани, прерии и степи на юг. По долините на реките Парагвай и Парана има широки пояси от заблатени гори.
1. 1 2  ((ru)) «Большая Советская Энциклопедия» – Внутренние равнины, т. 5, стр. 164